# Ratifikace Pařížské smlouvy (1784)
Ratifikace Pařížské smlouvy uzavřené 3. září 1783 vyhlásil Kongres USA 14. ledna 1784. Dokument byl podepsán v Annapolisu ve státě Maryland. Výročí podpisu se v USA každoročně slaví jako Ratification Day, Den ratifikace. Tento akt oficiálně ukončil americkou revoluční válku.
Časopis kontinentálního kongresu „Journals of the Continental Congress“ napsal, že Kongres vydal 11. dubna 1783 dokument Declaring the cessation of arms (Prohlášení o zastavení bojů) proti Velké Británii. Předběžné mírové články byly schváleny Kongresem 15. dubna 1783 a Pařížská smlouva byla ratifikována 14. ledna 1784.
Výňatek z vyhlášení ratifikace:
Shromáždění Kongresu Spojených států vydává toto prohlášení: Zatímco definitivní články o míru a přátelství mezi Spojenými státy americkými a Jeho britským veličenstvem byly uzavřeny a podepsány v Paříži dne 3. září 1783... vzhledem k tomu, že považujeme tyto údaje za správné, můžeme oznámit všem dobrým občanům Spojených států... Vzhledem k tomu, že jsou pod pečetí Spojených států, a osvědčil je Jeho Excelence Thomas Mifflin, náš prezident, v Annapolisu, čtrnáctého ledna v rok našeho Pána, tisíc sedm set osmdesát čtyři...

## Debata v Kongresu
Kvůli kruté zimě 1783–1784 byli v Kongresu přítomni pouze delegáti sedmi ze třinácti států. Podle článků Konfederace bylo nutné k ratifikaci smlouvy devět států. Část delegátů tvrdila, že smlouvu může ratifikovat sedm států; argumentovali tím, že oni dokument jen ratifikují a nejsou přímými účastníky smlouvy. Kromě toho nebylo pravděpodobné, že by se požadovaní delegáti mohli dostat do Annapolisu před termínem ratifikace.
Frakce Thomase Jeffersona tvrdila, že k ratifikaci smlouvy je třeba devět států. Pokud by smlouvu ratifikovalo jen sedm států, mohlo by se to brát jako podvod. Pokud by to Británie nakonec zjistila, mohlo by to být důvodem pro zrušení smlouvy. Jefferson uvedl, že by to byla „dishonorable prostitution“, nečestné jednání pro Great Seal of the United States (Velké pečeti Spojených států).

## Kompromis Thomase Jeffersona
Jefferson byl zvolen do čela výboru členů obou frakcí a dosáhl kompromisu. Za předpokladu, že by bylo přítomno pouze sedm států, by Kongres přijal usnesení, v němž uvede, že sedm přítomných států bylo jednomyslně pro ratifikaci smlouvy, ale neshodly se, pokud jde o pravomoc Kongresu ratifikovat pouze se sedmi státy. Že ačkoli bylo přítomno pouze sedm států, jejich jednomyslná dohoda ve prospěch ratifikace by byla použita k zajištění míru. Hlasování by nevytvořilo precedens pro budoucí rozhodnutí; dokument bude předán ministrům USA v Evropě, kterým bude řečeno, aby vyčkali, až dorazí smlouva ratifikovaná devíti státy, a požádají o odložení o tři měsíce. Pokud by však Británie trvala na devíti státech, ministři by měli použít ratifikaci sedmi států a prosit o odklad, aby se nemusel znovu scházet celý Kongres. 
Na poslední chvíli však dorazili delegáti z Connecticutu a Jižní Karolíny a smlouvu tak ratifikovalo devět států. Tři kopie byly zaslány samostatnými kurýry, aby se zajistilo doručení.